# USS Valley Forge (CV-45)
O USS Valley Forge foi um dos 24 porta-aviões da Classe Essex construído durante e logo após a Segunda Guerra Mundial para a Marinha dos Estados Unidos. O navio foi o primeiro navio da Marinha dos Estados Unidos a ostentar o nome, e foi nomeado como Valley Forge em homenagem ao acampamento de inverno de 1777-1778 do Exército Continental do general George Washington. Foi encomendado em novembro de 1946, tarde demais para servir na 2ª Guerra Mundial, mas serviu extensivamente na Guerra da Coreia e na Guerra do Vietnã. Ele foi reclassificado no início dos anos 1950 como um porta-aviões de ataque (CVA), e em seguida, para um porta-aviões anti-submarino (CVS) e, finalmente, um navio de assalto anfíbio (LPH), transportando helicópteros e fuzileiros navais.
Como CVS, atuou no Atlântico e no Caribe. Ela foi a embarcação de recuperação primordial para a missão espacial não tripulada Mercury. Após a conversão para um LPH atuou extensivamente na Guerra do Vietnã. O navio foi premiado com oito estrelas pelos serviços durante a Guerra da Coreia e nove para os serviços da Guerra do Vietnã, bem como três Comenda da Unidade da Marinha.
Ao contrário da maioria dos navios de sua classe, ele não recebeu modernizações importantes e, assim, ao longo de sua carreira, manteve a aparência de um navio da classe Essex clássico da Segunda Guerra Mundial. Foi descomissionado em 1970 e vendido como sucata em 1971.